# Talerz rybny

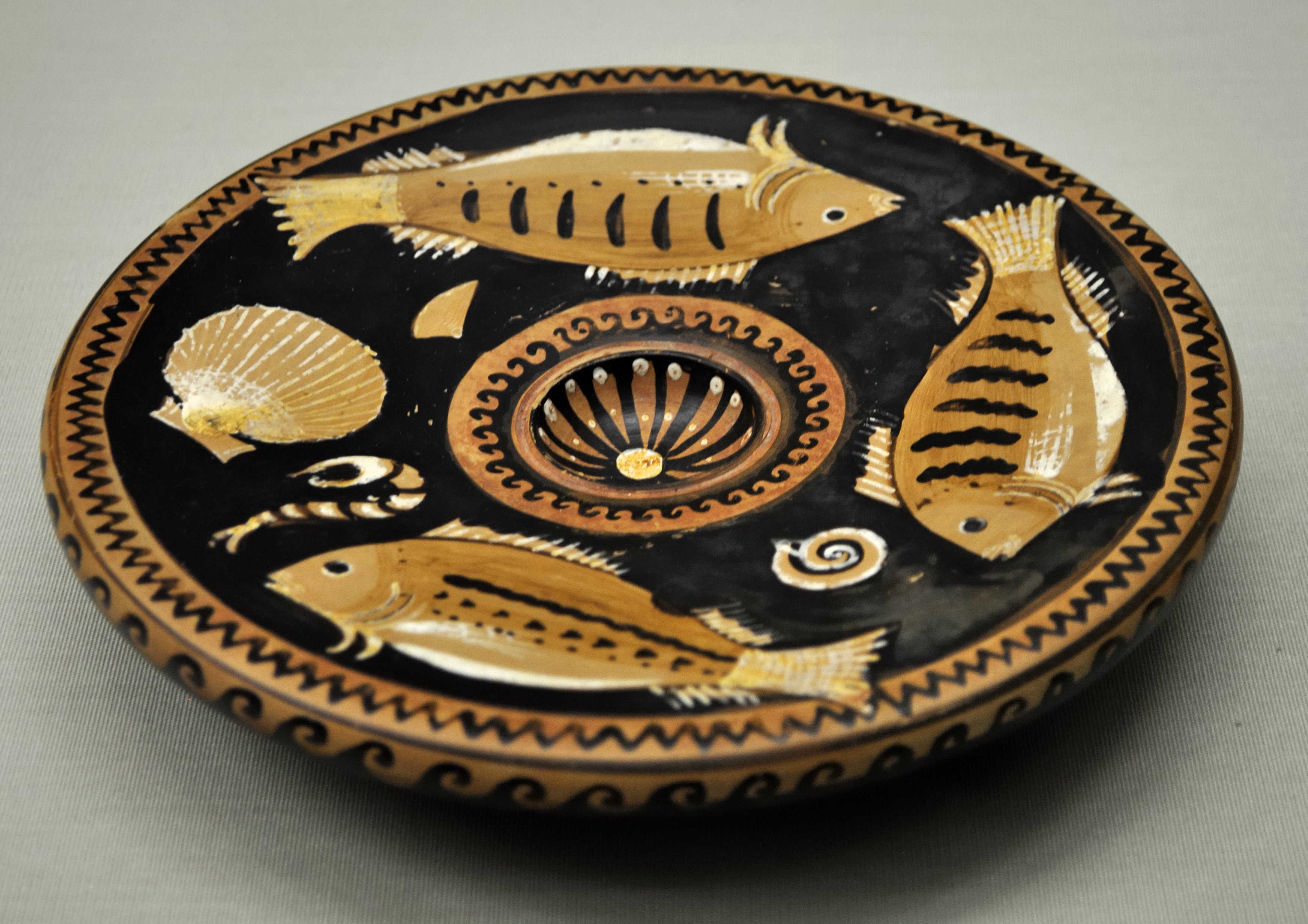
Talerz rybny, Attyka, 340–320 p.n.e., (Hetjens-Museum)

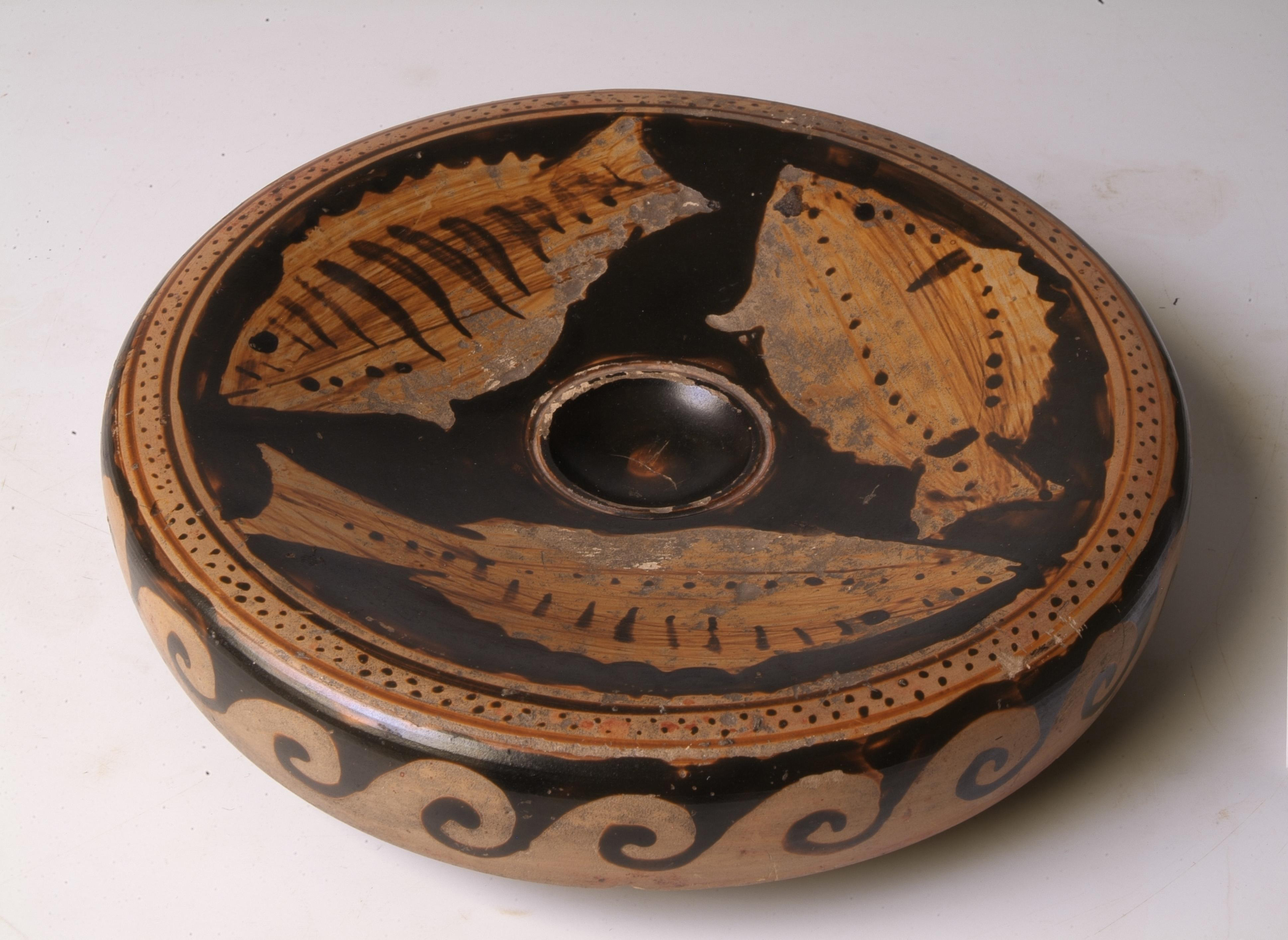
Talerz rybny, Paestum, 350–325 p.n.e., wysokość 3,8 cm, średnica 16,7 cm (Musée Saint-Raymond)

Talerz rybny (ang. fish plate) – rodzaj starożytnego naczynia greckiego, forma płaskiego półmiska służącego do serwowania potraw rybnych.
W opracowaniach archeologicznych naczynia tego typu nazywane są talerzami rybnymi, ze względu na motywy dekoracyjne, którymi były ozdabiane, tzn. ryby i zwierzęta morskie. Talerze rybne charakteryzowały się spłaszczonym, okrągłym kształtem i zagłębieniem w środku, w którym zapewne zbierał się sos lub inny płynny dodatek. Miały wywinięty na zewnątrz pod kątem prostym i opadający do dołu brzeg. Posiadały niską stopkę. Forma attycka w technice czarnopokostowej pojawiła się pod koniec V w. p.n.e. i była wytwarzana aż do II–I w. p.n.e. Formy południowoitalskie różniły się od pierwowzorów attyckich.
Ryby w dekoracjach na attyckich talerzach mają brzuchy skierowane na zewnątrz naczynia, podczas gdy na talerzach południowoitalskich z IV w. p.n.e. – apulijskich i kampańskich – mają brzuchy do środka. Średnica talerzy rybnych wahała się od 20 do 26 cm.
- Model 3D